# Лущанув-Перший
Лущанув-Перший (пол. Łuszczanów Pierwszy) — село в Польщі, у гміні Щавін-Косьцельни Ґостинінського повіту Мазовецького воєводства.
Населення — 152 особи (2011).
У 1975-1998 роках село належало до Плоцького воєводства.

## Демографія
Демографічна структура станом на 31 березня 2011 року:
|          | Загалом | Допрацездатний вік | Працездатний вік | Постпрацездатний вік |
| -------- | ------- | ------------------ | ---------------- | -------------------- |
| Чоловіки | 78      | 18                 | 48               | 12                   |
| Жінки    | 74      | 12                 | 40               | 22                   |
| Разом    | 152     | 30                 | 88               | 34                   |